# Zamarada kompsotes
Zamarada kompsotes là một loài bướm đêm trong họ Geometridae.